# Kegelen (houding)

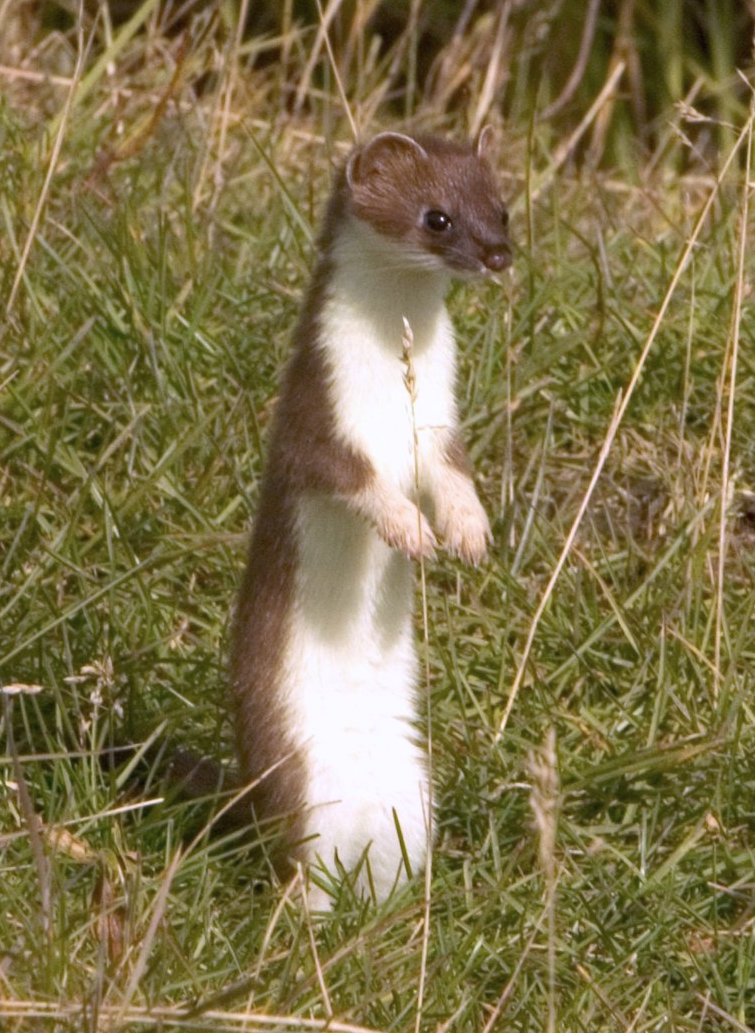
Hermelijn

Kegelen is het gedrag waarbij een dier op de achterpoten zittend, het lichaam omhoog strekt om het gebied te overzien.

## Soorten
Soorten die dit gedrag vertonen zijn onder andere:
- Boommarter
- Bunzing
- Hermelijn[1][2][3][4]
- Stokstaartje
- Wezel[5]